# Susan Hoecke
Susan Hoecke (Berlín, 23 de juliol de 1981) és una actriu alemanya. És coneguda per la seva participació com a actriu en el fulletó alemany Sturm der liebe.

## Biografia
Susan ha participat als concursos de bellesa Miss Alemanya i Miss Món. Entre els seus papers com a actriu el de Viktoria Tarrasch, en el fulletó Sturm der liebe, on el seu personatge va entrar en el repartiment el 2007 (episodi 9) i va sortir el maig del 2009.
El 31 maig de 2008, a Nola (Ciutat metropolitana de Nàpols), juntament amb Martin Gruber (Felix Tarrasch), rep, per la interpretació a Sturm der liebe, un reconeixement especial en l'àmbit del Premi Napoli Cultural Classic, lliurat per Lorenzo Patanè, que també rep el premi.
El 2009 roda, entre d'altres, el telefilm Utta Danella - Was ich an die liebe, en el repartiment del qual hi ha Martin Gruber.

## Filmografia
- 18 - Allein unter Mädchen – sèrie TV, 20 episodis (2004-2007)
- Sex Up - Ich könnt#' schon wieder, dirigida per Florian Gärtner – pel·lícula TV (2005)
- Verliebt en Berlin – serial TV (2005)
- Sturm der Liebe – serial TV, 72 episodis (2007-2009)
- Der Lehrer – sèries TV, 4 episodis (2009)
- Utta Danella - Wachgeküsst (2011)
- Rosamunde Pilcher - Una causa persa (Rosamunde Pilcher: Anwälte küsst man nicht), dirigida per Michael Keusch (2014)
- Alarm für Cobra 11 – Die Autobahnpolizei – sèrie TV, 6 episodis (2015)
- Inga Lindström – A les lieben Elin, dirigida per Ulli Baumann (2016)
- Triple Ex – sèrie TV, 7 episodis (2017)
- En aller Freundschaft – sèrie TV, 5 episodis (2017)
- Bettys Diagnose – sèrie TV, 1 episodi (2017)